# Ford Focus RS WRC
De Ford Focus RS WRC is een rallyauto, ingedeeld in de World Rally Car categorie, gebaseerd op het productiemodel van de Ford Focus. Verschillende evoluties van de auto hebben tussen 1999 en 2010 deelgenomen aan het Wereldkampioenschap Rally.
De Focus WRC werd met ingang van het seizoen 1999 de vervanger van de Ford Escort WRC. De auto debuteerde in de handen van Colin McRae en Simon Jean-Joseph tijdens de Rally van Monte Carlo. Tijdens de Safari Rally datzelfde jaar, won McRae de auto's eerste WK-rally. Vanaf het seizoen 2001 werd de naam officieel omgedoopt tot Ford Focus RS WRC. In het seizoen 2006 won Ford voor het eerst in zevenentwintig jaar de constructeurstitel met de Focus WRC. Dit resultaat werd in het seizoen 2007 herhaald. Een rijderstitel werd met deze auto nooit behaald. In totaal hebben tien versies van de auto deelgenomen aan het WK Rally.
In 2010 werd voor de laatste keer met de Focus gereden. Vanaf het seizoen 2011 komt Ford uit met de Fiesta RS WRC.

## Galerij

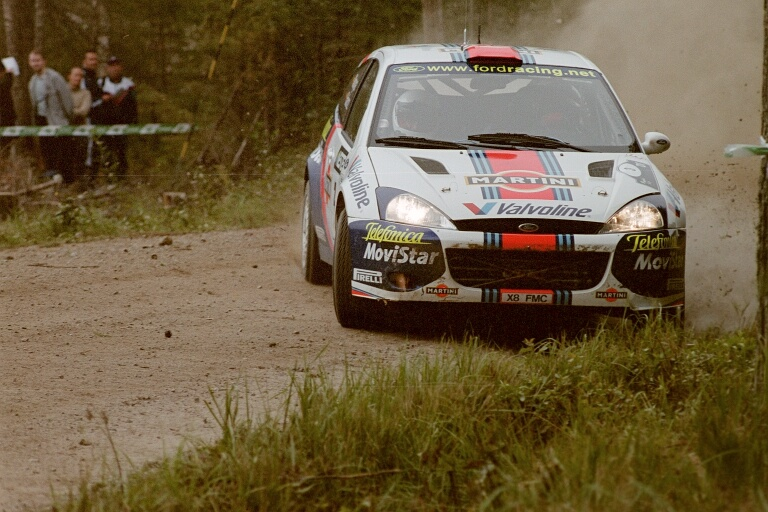
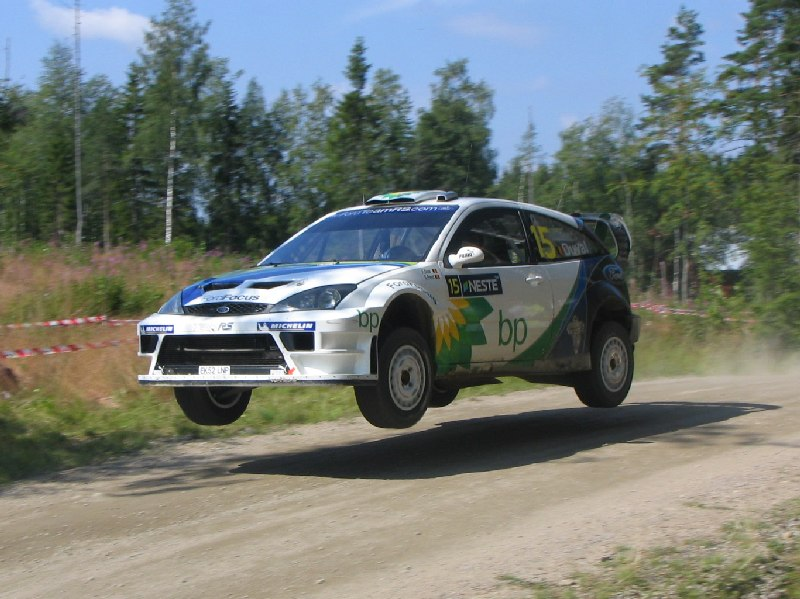
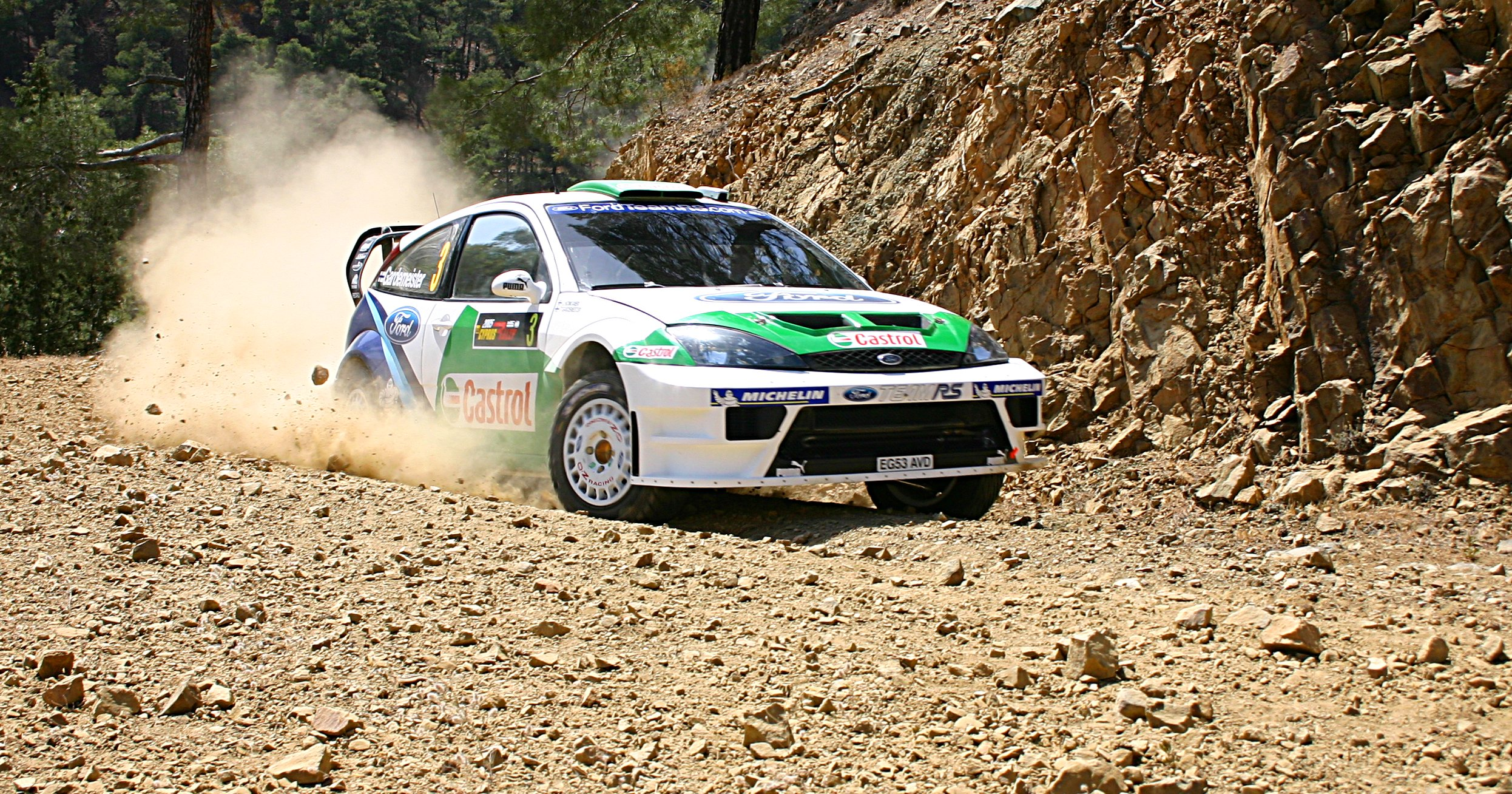
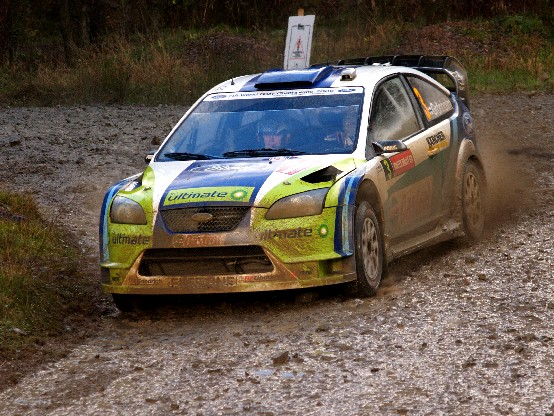
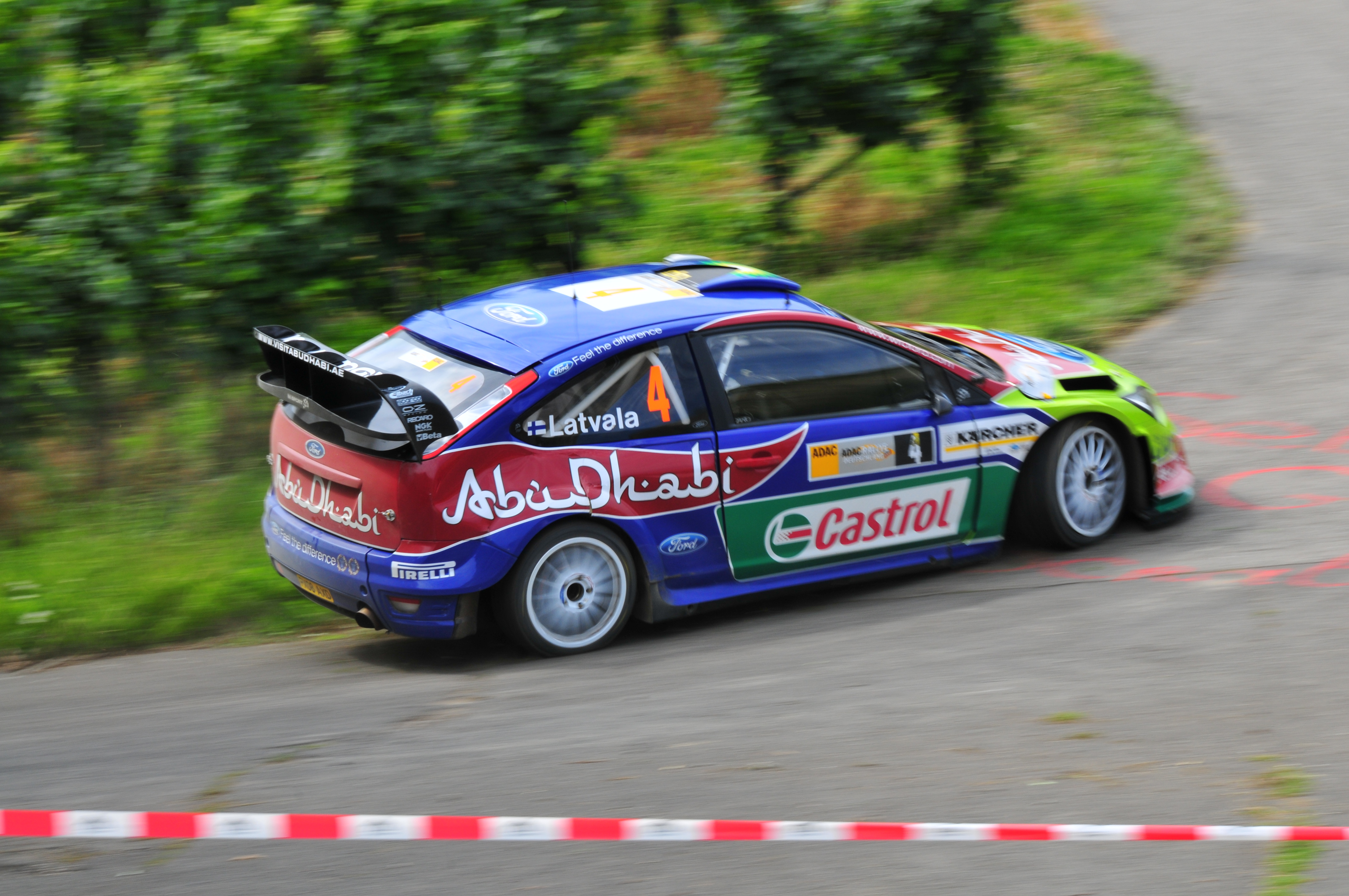
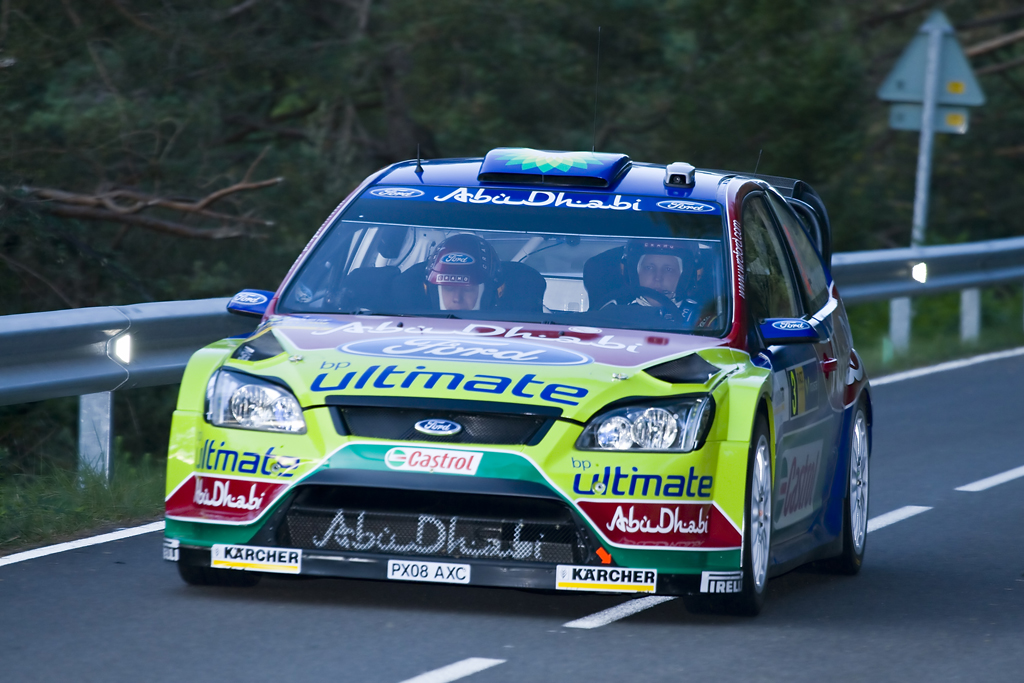
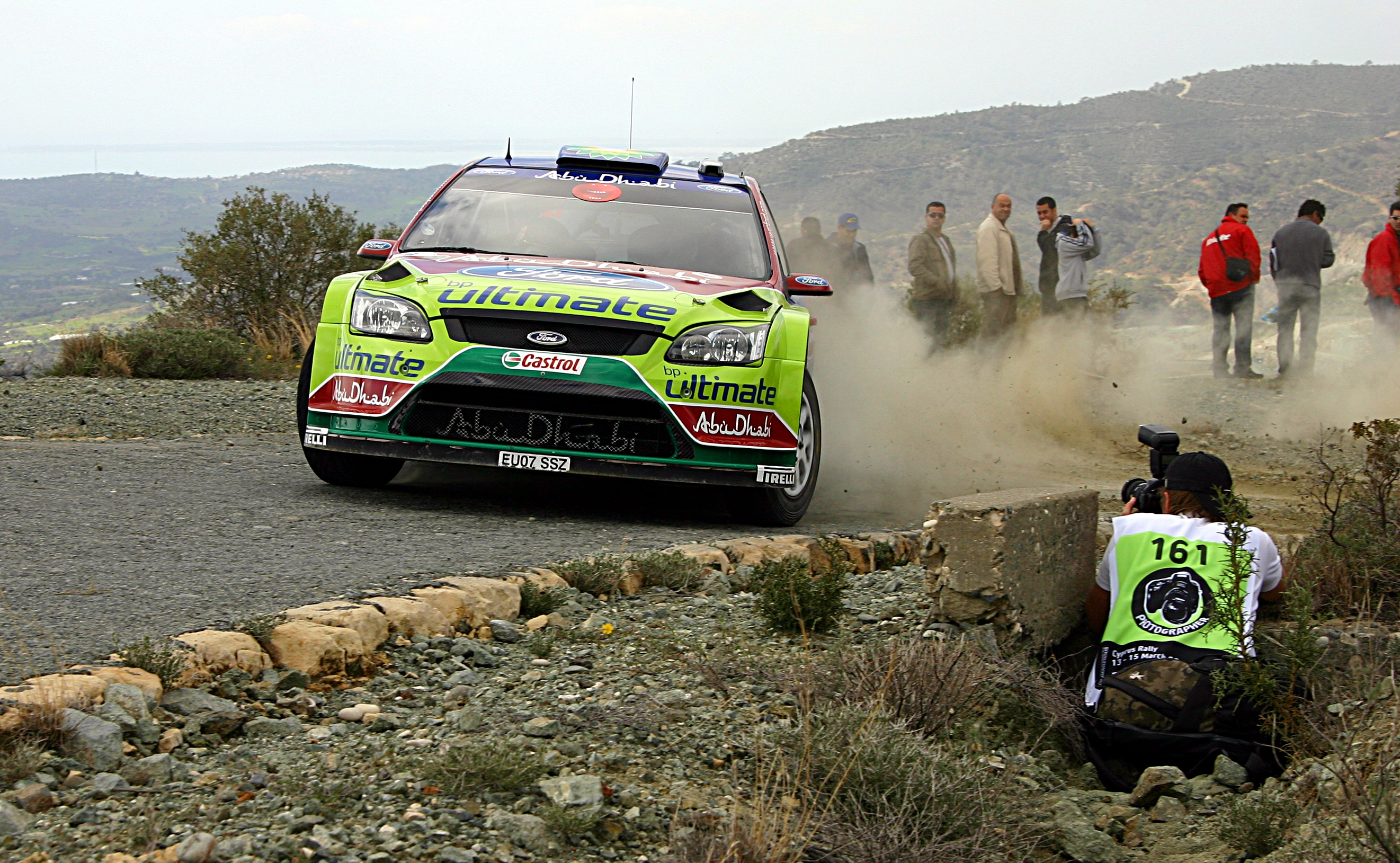
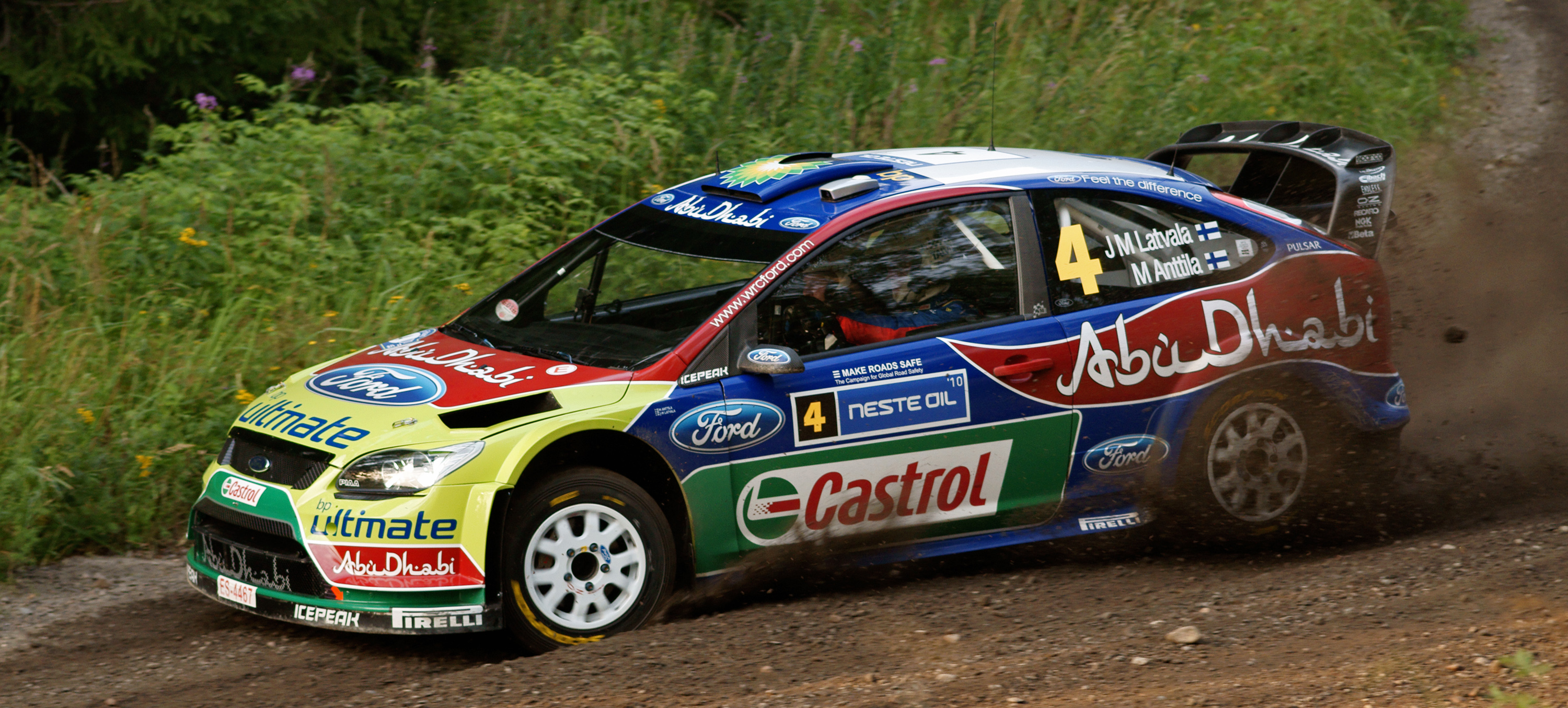